# Lillflyet
Lillflyet är en sjö i Hofors kommun i Gästrikland och ingår i Gavleåns huvudavrinningsområde.